# Valdenuño Fernández
Valdenuño Fernández è un comune spagnolo di 270 abitanti situato nella comunità autonoma di Castiglia-La Mancia.